# Lo stretto di Messina
Lo stretto di Messina è un documentario del 1909 diretto da Giovanni Vitrotti.